# Пон-дю-Буа
Пон-дю-Буа́ (фр. Pont-du-Bois) — коммуна во Франции, находится в регионе Франш-Конте. Департамент — Верхняя Сона. Входит в состав кантона Вовиллер. Округ коммуны — Люр.
Код INSEE коммуны — 70419.

## География
Коммуна расположена приблизительно в 300 км к востоку от Парижа, в 85 км севернее Безансона, в 39 км к северу от Везуля.
На юге коммуны протекает река Коне и проходит канал Вог.

## Население
Население коммуны на 2010 год составляло 116 человек.
| 1962 | 1968 | 1975 | 1982 | 1990 | 1999 | 2010 |
| ---- | ---- | ---- | ---- | ---- | ---- | ---- |
| 228  | 203  | 185  | 162  | 129  | 111  | 116  |

## Экономика
В 2010 году среди 62 человек трудоспособного возраста (15—64 лет) 47 были экономически активными, 15 — неактивными (показатель активности — 75,8 %, в 1999 году было 54,7 %). Из 47 активных жителей работали 43 человека (26 мужчин и 17 женщин), безработных было 4 (2 мужчины и 2 женщины). Среди 15 неактивных 2 человека были учениками или студентами, 7 — пенсионерами, 6 были неактивными по другим причинам.